# Clytia maccradyi
Clytia maccradyi är en nässeldjursart som först beskrevs av Brooks 1888.  Clytia maccradyi ingår i släktet Clytia och familjen Campanulariidae. Inga underarter finns listade i Catalogue of Life.